# Челидзе, Отар Силованович
Чели́дзе Отар Силованович (груз. ოთარ სილოვანის ძე ჭელიძე, 8 сентября 1925, Тбилиси — 20 сентября 1998) — грузинский советский поэт.

## Биография
Родился 8 сентября 1925 года в рабочей семье. В 1950 году окончил философский факультет Тбилисского университета. Учился в Литературном институте им. М. Горького (1950—54). Начал публиковаться с 1943 года. Писал лироэпические баллады и поэмы в традициях грузинского классического эпоса (поэмы «Два марабдинца» (1947-55 гг), «Китеса» (1952), «Мое магнитное поле» (1969), «Амирангора» (1970), стихи (сборник «Земля и Грузия»; 1984). Перевёл на грузинский язык «Евгения Онегина» А. С. Пушкина, поэмы А. Т. Твардовского «Василий Тёркин», «За далью — даль». Работал в газете «Молодой коммунист», в журнале «Крокодил», в издательстве «Советская Грузия». В 1958 году вступил в ряды КПСС.
Произведения Отара Челидзе переводили на русский язык К. Ваншенкин, Евг. Солонович, И. Снегова, Евг. Евтушенко, Б. Окуджава, Е. Винокуров, В. Луговой, Е. Николаевская и др.
Также его тексты и стихи были переведены на украинский, армянский, азербайджанский, казахский, литовский, английский, французский, итальянский, болгарский, румынский языки.
Умер 20 сентября 1998 года, в возрасте 73 лет.

## Награды
- Орден Чести (1995)[4]
- Орден Трудового Красного Знамени
- Орден Дружбы народов (22.08.1986)
- Орден «Знак Почёта» (17.04.1958)[5]